# بولوزون (آن)
بولوزون (بالفرنسية: Bolozon)‏ هي بلدية فرنسية تقع في إقليم الآن في فرنسا. رمز إنسي لها هو:1051. أما الرمز البريدي لها فهو: 1450.